# Sphaerosoma solarii
Sphaerosoma solarii is een keversoort uit de familie Alexiidae. De wetenschappelijke naam van de soort is voor het eerst geldig gepubliceerd in 1904 door Reitter.